# Вороний Куст
Вороний Куст (чув. Курахви / Курак Хăви) — село Новомалыклинского района Ульяновской области.
Входит в состав Новочеремшанского сельского поселения. Ранее входило в состав Старотюгальбугинского сельсовета.

## География
Село расположено в 21 км к северо-востоку от районного центра, граничит с Кошкинским районом Самарской области.
Ближайшие населённые пункты: Старая Тюгальбуга, Новочеремшанск, Алексеевка, Большая Константиновка.

## История
Село Вороний Куст основано в конце XVIII — в начале XIX века крестьянами, переселившимися из Чувашии и относилось к Самарскому уезду Симбирского наместничества, с 1796 г. — Симбирской губернии, с 1851 г. — в Самарской губернии.                                                             
К середине XIX века в деревне Вороний Куст насчитывалось 42 двора, в которых проживали 363 человека (180 мужчин и 183 женщины). Кроме этой деревни в 4 верстах была еще деревня Вороний Куст (Моисеевка), переселившиеся сюда в 1791 году из Поповки и Татарского Калмаюра.       
Основным занятием населения  было земледелие и скотоводство. Выращивали зерновые культуры, урожаи были хорошие. Кроме этого занимались пчеловодством и рыболовством.       
Во второй половине XIX века из с. Старый Салаван выделились часть дворов и люди поселились в поле, рядом с Вороним Кустом. Это поселение назвали Новый Салаван. Постепенно села сближались строениями  и до 1917 года слились в одно крупное, с населением более тысячи человек.
В конце XIX века в селе была открыта церковно-приходская школа. Детей учил священник. В 1906 году построили типовое  школьное здание из двух классных комнат.                                                                                                                              
В 1910 году было 124 двора 750 жителей, церковь, церковно-приходская школа.                                                                                                                             
В 1919 году большой пожар уничтожил почти полсела.
В 1929 году был организован первый колхоз «Канаш 2» (Совет). В 1951 году  колхоз объединился  с Салаванским колхозом «Лесной» и был назван «Рассвет». В 1959 году колхоз объединился со Старотюгальбугинским колхозом  «Победа» и стал называться «Правда».
В 1964 году в селе была открыта восьмилетняя школа. В 1972 году  при помощи колхоза построили новую типовую школу. 
В середине XX века село активно развивалось, был открыт клуб,  построена  8-летняя общеобразовательная школа (1972 г.), детский сад. Жители села очень дружный и активный народ, преобладающее количество которого составляют чуваши, менее — русские, татары и др. 
Жизнь колхоза была достаточно активной — здесь были молочно-товарные и свинофермы, производительность которых была достаточно высокой.
Затем, с упадком авторитета советской власти, в Вороньем Кусте наблюдался социально-демографический кризис, уровень жизни резко понизился; коллективные фермы, клуб и церковь разрушаются. Так же закрывается огромная тракторная бригада, которая неоднократно была источником высоких показателей производства культур района. В связи с этими событиями теряют работу сотни рабочих, резко возрастает уровень безработицы и преступности. Несколько десятков лет село находится в глубочайшем кризисе.
Но в начале XXI века численность населения и уровень его жизни начинает возрастать. Строится новый магазин, активно развивается предпринимательская деятельность. В 2009 году жители села решили соорудить новую церковь на месте старой.

## Население
| 2010 |
| ---- |
| 375  |

В 1991 году население села составляло 546 человек.
Жители села преимущественно чуваши (94 %) (2002).

## Социальная сфера
В селе имеется школа, библиотека, сельский дом культуры.

## Достопримечательности
- Памятник односельчанам, погибшим в годы Великой Отечественной войны.
- Здесь проводятся национальные праздники сельские и районного масштаба. Сурхури, Нартукан, Кашарни, Киремет Карти, Саварни, Манкун, Акатуй, Симек, Вырма и др.
- Храм в честь  Николая Чудотворца.